# جيد ويندلي
جيد ويندلي (بالإنجليزية: Jade Windley)‏ مواليد 22 أبريل 1990 في لنكولنشاير، المملكة المتحدة، هي لاعبة كرة مضرب بريطانية. أعلى تصنيف لها في الفردي كان 279. أعلى تصنيف لها في الزوجي كان 159.

## النهائيات

### الفردي (3–3)
| الحصيلة | الرقم | التاريخ        | الدورة                   | الأرضية | المنافس             | النتيجة            |
| ------- | ----- | -------------- | ------------------------ | ------- | ------------------- | ------------------ |
| الفوز   | 1.    | 31 أغسطس 2009  | لندن، المملكة المتحدة    | صلبة    | جوسلين ري           | 6–1, 6–1           |
| الوصافة | 1.    | 12 أكتوبر 2009 | ميتيليني، اليونان        | صلبة    | جوسلين ري           | 2–6, 1–6           |
| الوصافة | 2.    | 17 يناير 2011  | ريكسهام، المملكة المتحدة | صلبة    | آنا فيتزباتريك      | 7–6(7–3), 3–6, 5–7 |
| الفوز   | 2.    | 23 أبريل 2012  | بورنموث، المملكة المتحدة | ترابية  | نايومي برودي        | 6–3, 6–1           |
| الوصافة | 3.    | 30 يوليو 2012  | ريكسهام، المملكة المتحدة | صلبة    | شياكي أوكادو        | 6–2, 6–7(6–8), 4–6 |
| الفوز   | 3.    | 22 أبريل 2013  | بورنموث، المملكة المتحدة | ترابية  | سفياتلانا بيرازهنكا | 6–7(2–7), 6–4, 6–2 |

## روابط خارجية
- جيد ويندلي على موقع رابطة محترفات التنس (الإنجليزية)
- جيد ويندلي على موقع الاتحاد الدولي لكرة المضرب (الإنجليزية)
- جيد ويندلي على موقع إي إس بي إن.كوم (الإنجليزية)